# Avi Kaplan
Avriel Benjamin „Avi“ Kaplan (17. dubna 1989 Visalia, Kalifornie) je americký zpěvák a písničkář známý především svým působením ve skupině Pentatonix, ale také díky svému hlubokému hlasu (hluboký bas).
V květnu roku 2017 odešel z Pentatonix, aby mohl trávit více času s rodinou a přáteli. V červnu téhož roku vydal své první EP pod jménem Avriel & the Sequoias – Sage and Stone, které je v žánru folk. V tomto albu také hraje na kytaru. V březnu roku 2019 vydal píseň „Change on the Rise“ – už pod jménem Avi Kaplan.
Jeho druhé EP – I'll Get By – vydal v únoru roku 2020.
Avi Kaplan je držitelem tří cen Grammy jako člen Pentatonix.

## Osobní život
Avriel Benjamin Kaplan se narodil ve Visalii, v Kalifornii, kde byl také vychován. Má bratra, Joshuu Kaplana, a sestru, Esther Koop, která je tour manažerkou Pentatonix od dubna 2018. Avi Kaplan je žid, což v dětství vedlo k šikaně.
Miluje folk a často chodí do přilehlého Seqoia národního parku, což mu dalo inspiraci k jeho písním. Jeho nejranější inspirací byli Simon & Garfunkel, John Denver, Crosby, Stills, Nash & Young a Bill Withers. Pozdější jsou Iron & Wine, Bon Iver, Ben Harper, and José González.

## Kariéra
Předtím než se přidal k Pentatonix, byl Avi uznávaným a capella zpěvákem, vystupující mimo jiné i v žánrech jako jazz a opera.
V roce 2011 se přidal k Pentatonix, když tehdejší členové Kirstin Maldonado, Mitch Grassi a Scott Hoying hledali bassový hlas a beatboxera. Skupina se potkala den před konkursem do třetí série The Sing-Off. Konkurs byl úspěšný a na konci vyhráli titul na rok 2011.
Společně s Pentatonix vyhrál tři Grammy: za "Daft Punk", "Dance of the Sugar Plum Fairy" a "Jolene".
29. dubna 2017 měl Kaplan premiéru s "Fields and Pier", jeho první sólo písní, pod jménem "Avriel & the Sequoias". V květnu 2017 Kaplan oznámil, že odejde z Pentatonix, aby měl více času na rodinu a přátele. Jeho debutové EP, "Sage and Stone", bylo vydáno 9. června 2017.
V říjnu 2019 oznámil evropské turné, jeho první od odchodu z PTX.
5. listopadu 2019 oznámil příchod EP "I´ll Get By". Mělo vyjít 24. ledna 2020 a měla se konat i tour. 21. ledna 2020 bylo vydání posunuto na 28. února, kvůli podepisování smlouvy s Fantasy Records.

## Diskografie

#### EP
- Sage and Stone (2017; vydáno pod jménem Avriel & the Sequoias)
- I'll Get By (2020)
- Lean on me (2020)

#### Singly
- "Change on the Rise" (2019)
- "Otherside" (2019)
- "The Summit" (2019)
- "Aberdeen" (2019)
- "Get Down" (2019)
- "I'll Get By" (2019)
- "It Knows Me" (2020)
- "Sweet Adeline Pt.2" (2020)
- "Born in California" (2020)